# Seznam beloruskih biatloncev
Seznam beloruskih biatloncev.

## A
- Dmitrij Abašev
- Jevgenij Abramenko
- Vladimir Aleniško
- Olga Alifiravec
- Dzinara Alimbekava
- Ljudmila Ananko

## B
- Sergej Bočarnikov
- Dzmitrij Budzilovič

## Č
- Vladimir Čepelin

## D
- Aleksander Darožka
- Dmitrij Djužev
- Darja Domračeva
- Vladimir Dračev
- Nastasija Dubarezava

## I
- Kristina Ilčenko

## J
- Raman Jaliotnau
- Darja Jurkevič

## K
- Ljudmila Kalinčik
- Irina Krjuko
- Elena Kručinkina
- Irina Kručinkina
- Olga Kudrašova

## L
- Mikita Labastau
- Dzmitrij Lazouski
- Irina Leščanka
- Jurij Ljadov

## N
- Olga Nazarova
- Sergej Novikov

## P
- Svetlana Paramigina
- Natalija Permjakova
- Alina Pilčuk
- Nadžeja Pisareva

## R
- Oleg Riženkov

## S
- Vadim Sašurin
- Nadežda Skardino
- Anton Smolski
- Natalija Sokolova
- Ganna Sola

## T
- Irina Tananajko

## V
- Rustam Valjuljin
- Maksim Varabej
- Jekaterina Vinogradova

## Z
- Olena Zubrilova